# 21713 Michaelolson
21713 Michaelolson este un asteroid din centura principală de asteroizi.

## Descriere
21713 Michaelolson este un asteroid din centura principală de asteroizi. A fost descoperit pe 7 septembrie 1999 la Socorro, New Mexico, în cadrul proiectului LINEAR. Asteroidul prezintă o orbită caracterizată de o semiaxă mare de 2,28 ua, o excentricitate de 0,16 și o înclinație de 6,6° în raport cu ecliptica.